# Luigi Turolla
Luigi Turolla (Milano, 9 luglio 1932 – Roma, 28 gennaio 2023) è stato un regista italiano attivo in televisione e al cinema.

## Biografia
Documentarista dal 1953, diresse un buon numero di cortometraggi e lavorò negli anni '60 e '70 per la Rai dove fu regista di numerosi programmi culturali (tra cui TV7, alcune edizioni di Orizzonti della scienza e della tecnica), e varietà (la terza edizione di Sim Salabim con Silvan, Isabella Biagini, Raffaella Carrà e Bruno Pizzul nel 1976, la prima edizione di Che combinazione con Delia Scala nel 1978, Gran Canal con Corrado nel 1981, Fresco fresco).
Conosciuto soprattutto per essere stato il regista di Giochi senza frontiere, al cinema diresse il suo unico lungometraggio a soggetto nel 1963, La mano sul fucile e in seguito altri tre documentari.

## Filmografia

### Lungometraggi
- La mano sul fucile (1963) – anche soggetto e sceneggiatura
- Continente di ghiaccio (1974)
- Italia viva (1983)
- Etna, il gigante di fuoco (2008)

### Cortometraggi
- Treno merci (1953)
- Sette note (1954)
- Il forziere di pietra (1955)
- L'energia elettrica nell'agricoltura (1955)
- Il racconto della Stura (1956)
- Anatolika (1957)
- Panoramica estiva (1957)
- Agrocell (1957)
- Priorità (1957)
- Dimmi dove vai... (1957)
- Cascata bianca (1958)
- Arteria sotterranea (1958)
- Quello che non si compera (1959)
- Una metropoli per i ragazzi (1960)
- Milano città di cultura (1960)
- Quota verde (1962)
- Il tempo senza vita (1962)
- Storia di un successo (1966)
- Le tue mani ancora (1968)
- Come te (1971)
- Vulcanesimo in Europa (1988)